# Gâche

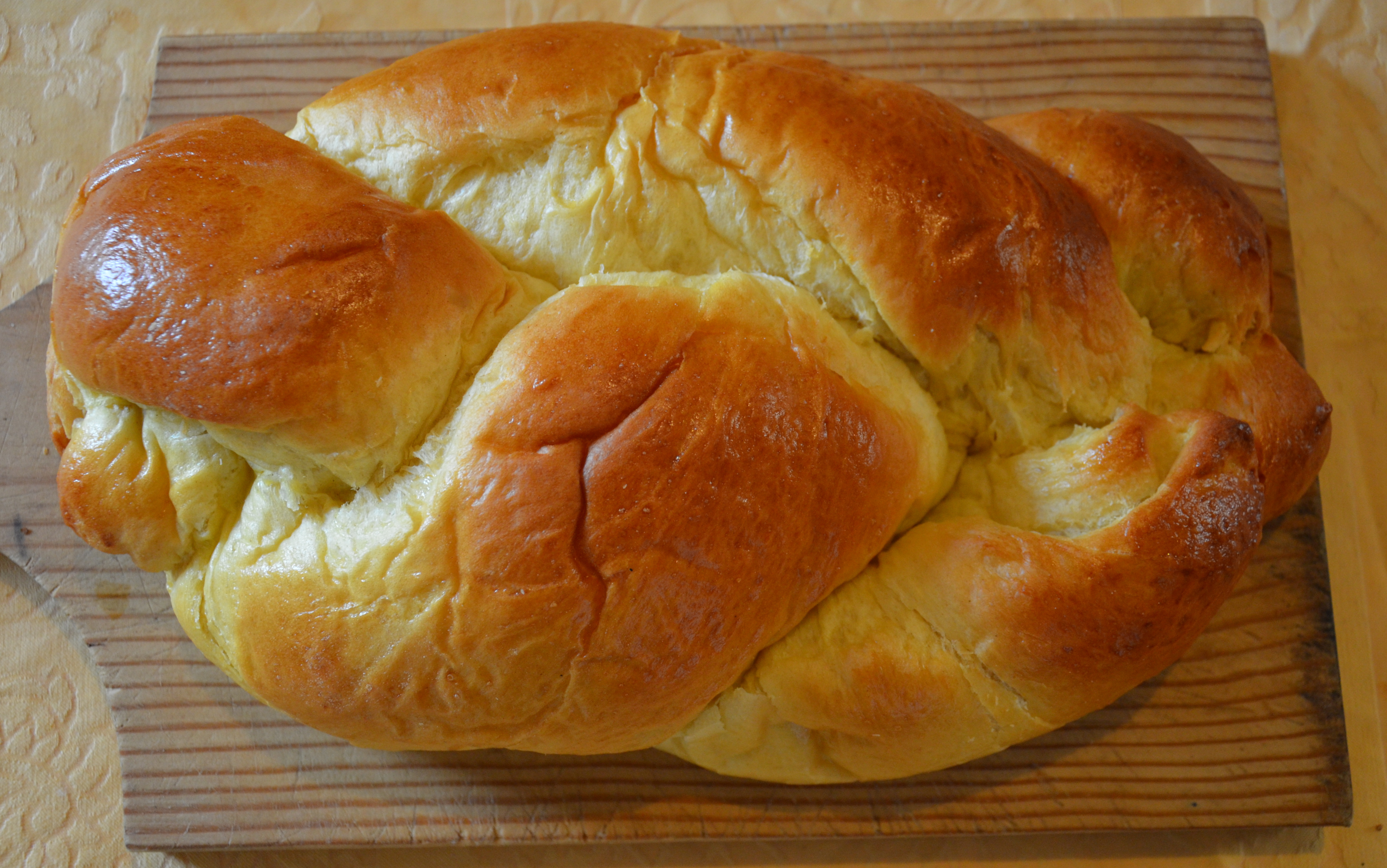
Gâche de Vendée.

Die Gâche de Vendée ist eine kulinarische Spezialität aus dem Département Vendée in Frankreich. Es handelt sich um ein Hefegebäck in runder Brotform, ähnlich der Brioche, jedoch nicht ganz so luftig. Ihre Hauptbestandteile sind Weizenmehl, Eier, Butter, Zucker, Crème fraîche und Hefe.

## Anekdoten zur Entstehung
Die Geschichte der Gâche reicht bis ins Mittelalter zurück. Ursprünglich wurde eine misslungene Brioche als Gâche bezeichnet (vom französischen Wort gâcher für misslingen oder verderben). Nach und nach setzte sich die Form durch und so wurde in den Familien der Vendée dieses Gebäck traditionell vor Festtagen, besonders dem Osterfest, angefertigt. Nachdem sich das Bäckerhandwerk im 19. Jahrhundert allmählich etablierte, wurden die Rezepte weiter verfeinert und an die neuen Möglichkeiten angepasst. Heute ist die Gâche ein beliebtes Traditionsprodukt, das in keiner Bäckerei der Vendée fehlt. Jährlich findet in der Vendée eine Blindverkostung statt, um die beste Gâche zu prämieren.

## Erhältlichkeit außerhalb Frankreichs
Mittlerweile ist die Gâche auch in Deutschland teilweise erhältlich, zum Beispiel wird sie seit Herbst 2006 von einigen Discountern zumindest sporadisch angeboten.
Eine ähnliche Spezialität, jedoch weniger bekannt, ist die Gâche de Normandie aus der französischen Region Normandie.